# Serena Wines 1881 Acqua Maniva Tennis Cup 2023
Il Serena Wines 1881 Acqua Maniva Tennis Cup 2023 è stato un torneo di tennis professionistico maschile e femminile. È stata la 20ª edizione per gli uomini, facente parte della categoria Challenger 75 dell'ATP Challenger Tour 2023, con un montepremi di 73 000 €. È stata l'8ª edizione del torneo per le donne, facente parte della categoria W60 nell'ambito dell'ITF Women's World Tennis Tour 2023, con un montepremi di 60 000 $. Il torneo maschile si è disputato dal  7 al 13 agosto 2023 mentre il torneo femminile si è disputato dal 31 luglio al 6 agosto. Entrambi i tornei si sono giocati sui campi in terra rossa dell' A.S.D. Eurotennis Club di Cordenons in Italia.

## Torneo maschile

### Teste di serie
| Nazionalità | Giocatore               | Ranking* | Testa di serie |
| ----------- | ----------------------- | -------- | -------------- |
| Austria     | Dennis Novak            | 166      | 1              |
| Italia      | Francesco Passaro       | 169      | 2              |
| Italia      | Riccardo Bonadio        | 195      | 3              |
| Italia      | Matteo Gigante          | 197      | 4              |
| Romania     | Nicholas David Ionel    | 203      | 5              |
| Argentina   | Andrea Collarini        | 215      | 6              |
| Italia      | Edoardo Lavagno         | 232      | 7              |
| Argentina   | Román Andrés Burruchaga | 239      | 8              |

* Ranking al 31 luglio 2023.

### Altri partecipanti
I seguenti giocatori hanno ricevuto una wild card per il tabellone principale:
- Federico Arnaboldi
- Enrico Dalla Valle
- Gianmarco Ferrari

Il seguente giocatore è entrato in tabellone con il ranking protetto:
- Blaž Rola

Il seguente giocatore è entrato in tabellone come alternate:
- Vladyslav Orlov

I seguenti giocatori sono passati dalle qualificazioni:
- Federico Agustín Gómez
- Federico Iannaccone
- Juan Bautista Otegui
- Lorenzo Rottoli
- Fausto Tabacco
- Gonzalo Villanueva

## Torneo femminile

### Teste di serie
| Nazionalità | Giocatrice          | Ranking* | Testa di serie |
| ----------- | ------------------- | -------- | -------------- |
| Italia      | Nuria Brancaccio    | 168      | 1              |
| Ungheria    | Réka Luca Jani      | 169      | 2              |
| Spagna      | Leyre Romero Gormaz | 187      | 3              |
| Ungheria    | Tímea Babos         | 194      | 4              |
| Slovenia    | Veronika Erjavec    | 241      | 5              |
| Serbia      | Lola Radivojević    | 256      | 6              |
| Romania     | Alexandra Cadanțu   | 262      | 7              |
| Burundi     | Sada Nahimana       | 284      | 8              |

* Ranking al 24 luglio 2023.

### Altre partecipanti
Le seguenti giocatrici hanno ricevuto una wildcard per il tabellone principale:
- Eleonora Alvisi
- Diletta Cherubini
- Lisa Pigato
- Fanny Stollár

Le seguenti giocatrici sono passate dalle qualificazioni:
- Federica Di Sarra
- Inès Ibbou
- Rasheeda McAdoo
- Tatiana Pieri
- Jennifer Ruggeri
- Dalila Spiteri
- Lexie Stevens
- Aurora Zantedeschi

## Campioni

### Singolare maschile
Matteo Gigante ha sconfitto in finale  Lukas Neumayer con il punteggio di 6–0, 6–2.

### Singolare femminile
Veronika Erjavec ha sconfitto in finale  Alexandra Cadanțu con il punteggio di 6–3, 6–4.

### Doppio maschile
Giovanni Fonio /  Francesco Forti hanno sconfitto in finale  Niki Kaliyanda Poonacha /  Adam Taylor con il punteggio di 5–7, 6–1, [10–7].

### Doppio femminile
Angelica Moratelli /  Camilla Rosatello hanno sconfitto in finale  Isabelle Haverlag /  Eva Vedder con il punteggio di 0–6, 6–2, [10–5].